# 帯江村
帯江村（おびえそん）は、かつて岡山県都窪郡にあった村である。1951年（昭和26年）3月28日に倉敷市に編入され廃止された。現在は同市の帯江地区となっている。

## 概要
古くは周囲は吉備の穴海と呼ばれる海域で、加須山丘陵は島嶼であった。麓の平地は、干拓による新田地帯であった。
『帯江村史』には、天正13年、当時の岡山城主宇喜多秀家がいわゆる「宇喜多堤」築造による干拓を行い、新田を開墾したとされる。江戸時代にはこれに続く帯江新田（寛永4年）・早島新田（宝永4年）などが造成された。
元々は、江戸時代に現在の二日市が帯江村と呼ばれていたが、古くは帯江は現在の中庄〜帯江〜豊洲一帯が海域だった頃の海峡地帯の名称であった。それを由来に村名を付けたとされる。その後、寛永5年に戸川氏が帯江村に陣屋を構えて帯江知行所を名乗る。元禄期に帯江村が二日市村に改称。明治22年に、窪屋郡羽島・二日市・加須山・亀山・高沼（旧早島知行所領を除く）・有城の6村が合併し、同郡帯高村（帯江と高沼の頭文字の合成）となり、同22年6月1日の町村制施行時に、地域内のいずれもが江戸時代に帯江知行所戸川氏の所領であったので帯江村に改称する。昭和26年に倉敷市（旧）に編入合併した。

## 沿革
- 1889年（明治22年）6月1日 - 町村制の施行により、窪屋郡羽島村・二日市村・加須山村・亀山村・帯高村・有城村の区域をもって帯江村が発足。
- 1900年（明治33年）4月1日 - 帯江村の所属郡が都窪郡に変更。
- 1951年（昭和26年）3月28日 - 帯江村が倉敷市（旧）に編入。
- 1951年（昭和26年）4月1日 - 岡山女子短期大学（現・岡山短期大学）が開学。
- 1967年（昭和42年）2月1日 - 倉敷市（旧）・玉島市・児島市が合併して倉敷市（新）が新設。
- 1970年（昭和45年）7月 - 山陽ハイツが開業する。
- 1971年（昭和46年）4月 - 国道2号線岡山バイパス（当地内）が暫定2車線で開通。
- 1988年（昭和63年）4月10日 - 瀬戸中央自動車道が開通。
- 2002年（平成14年）4月1日 - 岡山学院大学が開学。
- 2003年（平成15年）3月10日 - 国道2号線岡山バイパス（当地内）の6車線化が完成。